# ماري لوي غود
ماري إل غود (بالإنجليزية: Mary L. Good)‏ (و. 1931  م) هي كيميائية، وأستاذ جامعي أمريكية، ولدت في غرابفين، وهي عضوةٌ في الجمعية الأميركية لتقدم العلوم، والأكاديمية الأمريكية للفنون والعلوم، والأكاديمية الوطنية للهندسة.

## التعليم
تعلمت في جامعة أركنساس، ويونيفيرسيتي اوف سنترال اركانسس.

## جوائز
حصلت على جوائز منها:
- جائزة اجنس فاي مورجان (1969)
- جائزة فانيفار بوش (2004)
- زمالة الجمعية الأمريكية لتقدم العلوم
- قلادة بريستلي (1997)
- وسام معهد البحوث الصناعية (1991)
- جائزة فيليب أبيلسون للجمعية الأمريكية لتقدم العلوم [الإنجليزية]‏ (1998)
- ميدالية غارفان أولين [الإنجليزية]‏ (1973)
- عضوية قاعة الشرف النسائية في أركنساس [الإنجليزية]‏
- جائزة هاينز [الإنجليزية]‏ (2000)